# Skradin
Skradin je grad u Hrvatskoj. 

## Geografija
Smješten je 18 km sjeverno od Šibenika, na desnoj obali rijeke Krke. Naselja koja ulaze u sastav grada Skradina su Bićine, Bratiškovci, Bribir, Cicvare, Dubravice, Gorice, Gračac, Ićevo, Krković, Lađevci, Međare, Piramatovci, Plastovo, Rupe, Skradin, Skradinsko Polje, Sonković, Vaćani, Velika Glava, Žažvić i Ždrapanj.

## Stanovništvo
Sam grad Skradin po popisu iz 2011. godine ima 588 stanovnika, a područje grada 3.825 stanovnika.
| Pregled broja stanovnika po godinama | Pregled broja stanovnika po godinama | Pregled broja stanovnika po godinama | Pregled broja stanovnika po godinama | Pregled broja stanovnika po godinama | Pregled broja stanovnika po godinama | Pregled broja stanovnika po godinama | Pregled broja stanovnika po godinama | Pregled broja stanovnika po godinama | Pregled broja stanovnika po godinama | Pregled broja stanovnika po godinama | Pregled broja stanovnika po godinama | Pregled broja stanovnika po godinama | Pregled broja stanovnika po godinama | Pregled broja stanovnika po godinama |
| ------------------------------------ | ------------------------------------ | ------------------------------------ | ------------------------------------ | ------------------------------------ | ------------------------------------ | ------------------------------------ | ------------------------------------ | ------------------------------------ | ------------------------------------ | ------------------------------------ | ------------------------------------ | ------------------------------------ | ------------------------------------ | ------------------------------------ |
| 1857.                                | 1869.                                | 1880.                                | 1890.                                | 1900.                                | 1910.                                | 1921.                                | 1931.                                | 1948.                                | 1953.                                | 1961.                                | 1971.                                | 1981.                                | 1991.                                | 2001.                                |
| 4997                                 | 5711                                 | 5865                                 | 6055                                 | 7019                                 | 7663                                 | 8454                                 | 8634                                 | 9316                                 | 10135                                | 10294                                | 9585                                 | 8716                                 | 8027                                 | 3986                                 |

| broj stanovnika | 4997  | 5711  | 5865  | 6055  | 7019  | 7663  | 8454  | 8634  | 9316  | 10135 | 10294 | 9585  | 8716  | 8027  | 3986  | 3825  | 3349  |
|                 | 1857. | 1869. | 1880. | 1890. | 1900. | 1910. | 1921. | 1931. | 1948. | 1953. | 1961. | 1971. | 1981. | 1991. | 2001. | 2011. | 2021. |

| broj stanovnika | 798   | 1648  | 918   | 804   | 934   | 800   | 650   | 681   | 790   | 928   | 1018  | 889   | 791   | 726   | 619   | 588   | 508   |
|                 | 1857. | 1869. | 1880. | 1890. | 1900. | 1910. | 1921. | 1931. | 1948. | 1953. | 1961. | 1971. | 1981. | 1991. | 2001. | 2011. | 2021. |

## Uprava
Gradsko vijeće je predstavničko tijelo građana i tijelo lokalne samouprave koje donosi  akte u okviru djelokruga Grada, te obavlja i druge poslove u skladu sa zakonom i Statutom Grada Skradina. Gradsko vijeće Grada Skradina ima 13 vijećnika. Hrvatski državljani pripadnici srpske manjine imaju pravo na 3 člana vijeća iz reda svojih pripadnika. Način rada Gradskog vijeća uređuje se Poslovnikom Gradskog vijeća, u skladu sa Zakonom i Statutom. 

## Povijest
Skradin je grad iznimno duge i bogate povijesti koja se sustavnije, na osnovi arheoloških nalaza i povijesnih izvora, može pratiti od pretpovijesnog željeznog i liburnskog doba, potom rimskog do značajnijeg srednjovjekovnog hrvatskog razdoblja, posebice obilježenog bribirskim knezovima Šubićima. Iza toga je u vlasti djelomično Venecije, Turaka i ponovno Venecije do 1797. godine. Današnji grad nastao je pretežno krajem 18. i u 19. stoljeću.

## Kultura

### Spomenici i znamenitosti
Skradin je romantični mediteranski grad s uskim popločanim ulicama, prolazima i voltima. Cijela je gradska jezgra zaštićeni spomenik kulture. U njoj se nalaze kuće koje uglavnom potječu iz 18. i 19. stoljeća i ožbukane su na način tipičan za Veneciju i područje njezina utjecaja.
- Turina je srednjovjekovna utvrda izgrađena za vladavine bana Pavla Šubića (1273 – 1312) na mjestu stare liburnske gradine.
- Crkva Porođenja Blažene Djevice Marije sagrađena je na temeljima nekadašnje katedrale koju su razorili Turci. Građena je prema nacrtima vojnog inženjera Francesca Melchiora iz Vicenze. Gradnja je trajala punih deset godina (1747 - 1757). Osim F. Melchiora, u gradnji je sudjelovao i talijanski graditelj Giovanni Battista Lodoli. Skradinski biskup Antun Becić posvetio ju je kao katedralu 1758. godine.  To je jednobrodna barokna građevina s bočnim kapelama, a na jugoistočnoj strani završava polukružnom apsidom. Sa sjeverne strane očuvani su ostaci džamije iz turskog razdoblja. U crkvi se nalaze dvije slike Antonija Zuccara s kraja 19. stoljeća te bogata zbirka srebrenih zavjetnih darova. Najvažniji njen dio čine vrijedne orgulje iz 18. stoljeća koje su proglašene državnim kulturnim dobrom. Sagradio ih je talijanski graditelj Francesco Dacci, učenik Nakićeve škole.
- Zvonik (kampanel) je podignut 1782. godine, dvadesetak metar zapadno od crkve. Podnožje zvonika je ukošeno, ima četiri kata s prozorčićima romaničkog oblika, a završava s lađom širokih bifora i zidanom kupolom u obliku lukovice.
- Nadžupsko-opatski dvor često se ističe kao najljepša skradinska građevina. On je muzejska riznica sakralnog i etnografskog blaga jer sadrži cijeli niz vrijednih umjetničkih slika, ulja na platnu iz 17. i 18. stoljeća, te zbirku brokantnog crkvenog ruha i crkvene liturgijske ornamentike, kaleža, relikvijara, monstranca, s visokovrijednom knjižnicom.
- Crkva svetog Jerolima potječe iz 16. stoljeća. Porušena je za vrijeme turske vlasti, a njenu obnovu financirao je car Franjo I.
- Pravoslavna crkva svetog Spiridona sagrađena je 1876. godine, u neogotičkom stilu. Ističe se brojnim ikonama i ikonostasom Spiridona Rapsomanikija s Krfa iz 18. stoljeća.
- Muzej grada Skradina sadrži bogatu zbirku izložaka iz prapovijesti, liburnskog i antičkog doba te kasnoga srednjeg vijeka.
- Nacionalni park Krka

### Kulturne manifestacije
- Susret dalmatinskih klapa Skradin jedna je od najstarijih i najpriznatijih klapskih manifestacija u Hrvatskoj.  Održava se svake prve subote u kolovozu.
- Glumište pod murvom je kazališni festival na otvorenom koji se održava tijekom ljetnih mjeseci na Trgu Male Gospe. Idejni začetnik festivala je Sergej Mioč. Ulaz na sve predstave je besplatan.
- Stari i mladi naziv je dugogodišnje manifestacije koja se održava u kolovozu. Riječ je o ljetnom karnevalu čiji je središnji događaj nogometna utakmica između starih i mladih Skradinjana. Prvi put je održana 1964. godine.

### Kulturne udruge
- Žensku klapu Skradinke osnovano je Stipe Sladić, 1998. godine. Od tada su nastupale diljem domovine, a za svoje pjevačko umijeće nerijetko su nagrađivane. Najvažnije nagrade su: debitantska nagrada na Festivalu dalmatinskih klapa Omiš, 3. nagrada žirija na Večeri dalmatinske pisme u Kaštelima, 3. nagrada publike na festivalu Klape Gospi Sinjskoj te nagrada Večernjeg lista za najbolju izvedbu izvorne pjesme na Susretu dalmatinskih klapa Skradin. Sadašnji voditelj je Ivo Mikuličin, a predsjednica klape je Višnja Pulić.
- Gradska limena glazba Skradin svoj prvi nastup održala je 27. srpnja 1978. godine, pod dirigentskom palicom Borisa Jakovljevića.

## Poznate osobe
- Rustem-paša Opuković (? Skradin, oko 1500. – Istanbul, 1561.) bio je veliki vezir Osmanskoga Carstva. Svoj veliki imetak i utjecaj iskoristio je za podizanje mnogobrojnih zadužbina: u Istanbulu je sagradio džamiju, medresu, karavan-saraj, hamam i knjižnicu, a u Sarajevu je podignuo Brusa-bezistan i most preko rijeke Željeznice na Ilidži. Autor je kronike Povijest Osmanske dinastije (Tarih-i Al-i Osman).[9]
- Lujo Marun (Skradin, 1857. - Knin, 1939.) bio je hrvatski arheolog. Zaslužan je za otkrivanje spomenika i natpisa iznimno značajnih za starohrvatsku povijest i kulturu. 1893. osnovao je Prvi muzej hrvatskih spomenika u Kninu o čijem je djelovanju pisao u časopisu Starohrvatska prosvjeta. Njegovi Starinski dnevnici i bilješke donose niz značajnih podataka o arheološkim nalazištima širom Dalmacije.[10]
- Josip Mrkica, hrvatski narodni preporoditelj
- Ivan Sušić, kulturni radnik, novinar
- Filip Dominik Bordini, šibenski i hvarski biskup
- Zdravko Škender, pjevač zabavne glazbe
- Mate Klarić, hrvatski katolički svećenik, arheolog i kulturni povjesničar

## Obrazovanje
Prve škole (osnovna škola, zanatska škola za drvodjelce i kovače, gimnazija) u Skradinu osnovane su tijekom kratkotrajne francuske vladavine početkom 19. stoljeća. 
- Dječji vrtić Žižula
- Osnovna škola Skradin

## Sport
- Boćarski klub "Sonković"
- Nogometni klub SOŠK
- Brdska automobilistička utrka Nagrada grada Skradina održava se od 2007.

## Zanimljivosti
Prema pisanju Forbesa, Skradin je omiljeno ljetovalište Billa Gatesa.

## Vanjske poveznice
- Turistička zajednica Skradin

|  | Portal Hrvatske – Pristup člancima s tematikom o Hrvatskoj. |